# Desassociação
"Dissociação" ou "desassociação" significa que um fiel decidiu sair de sua religião ou seita por vontade própria, ou que ele foi afastado pelos seus correligionários devido alguma transgressão cometida perante a doutrina regida pela mesma.